# Neurachne munroi
Neurachne munroi är en gräsart som först beskrevs av Ferdinand von Mueller, och fick sitt nu gällande namn av Ferdinand von Mueller. Neurachne munroi ingår i släktet Neurachne och familjen gräs. Inga underarter finns listade i Catalogue of Life.

## Bildgalleri

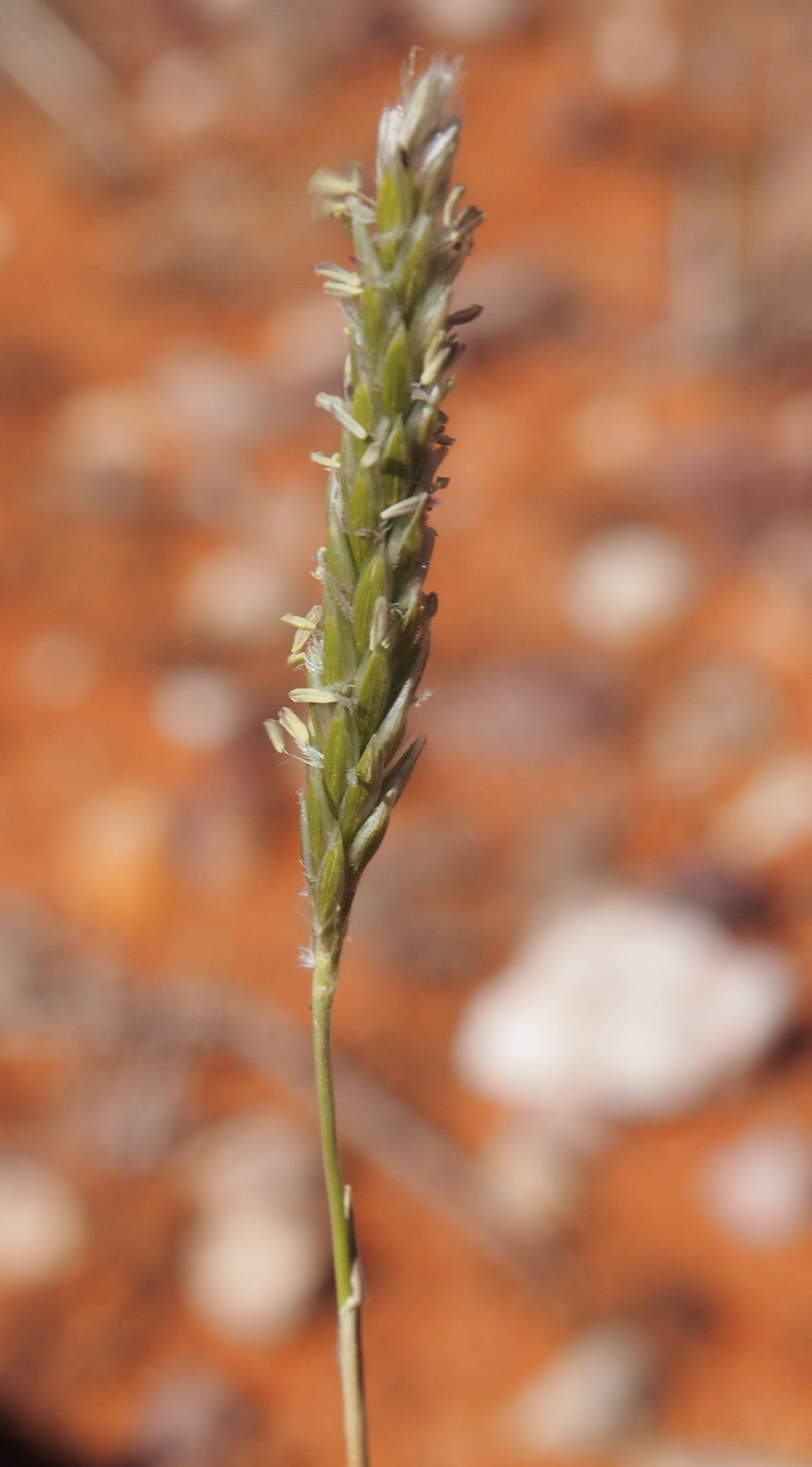
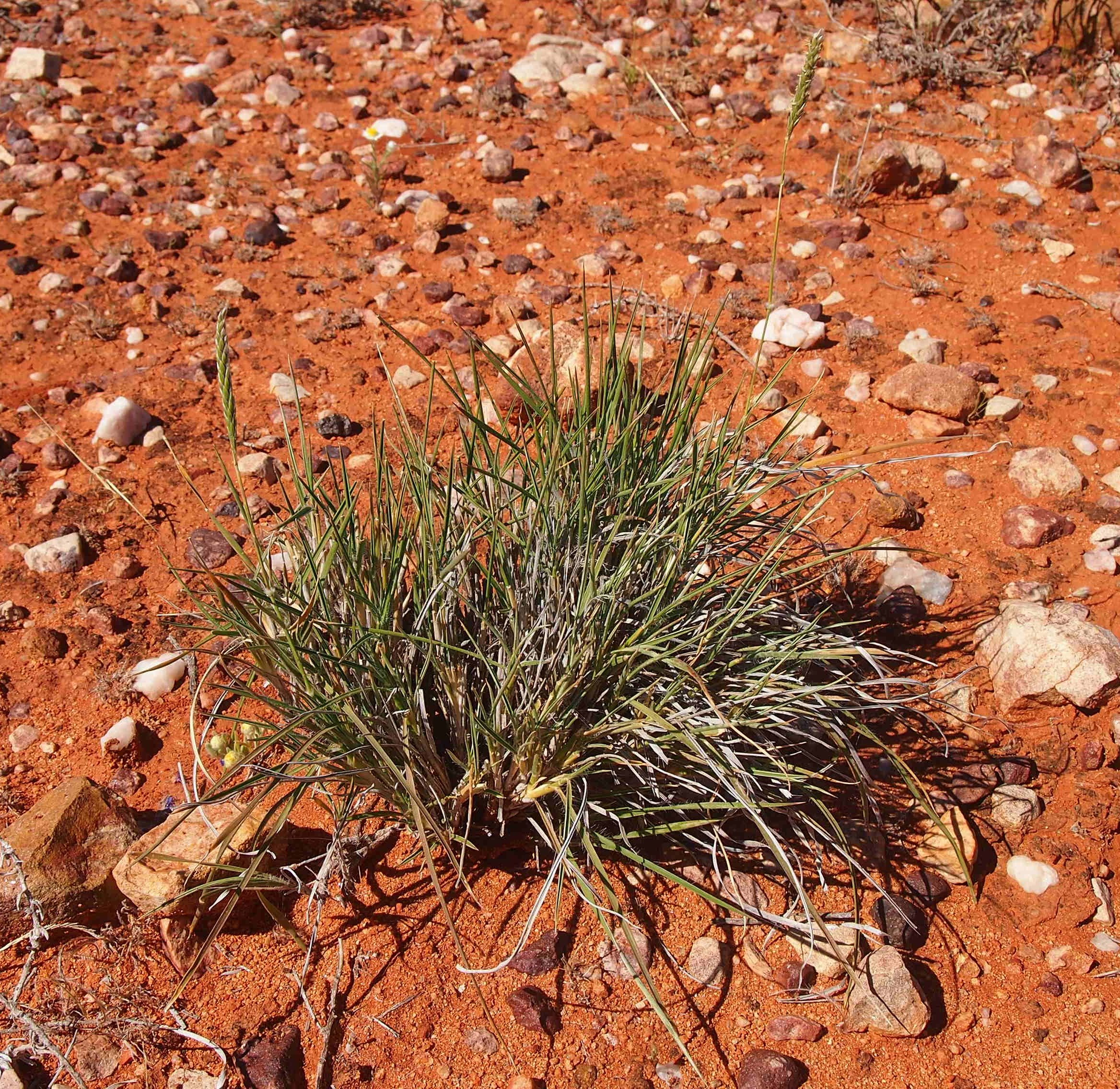
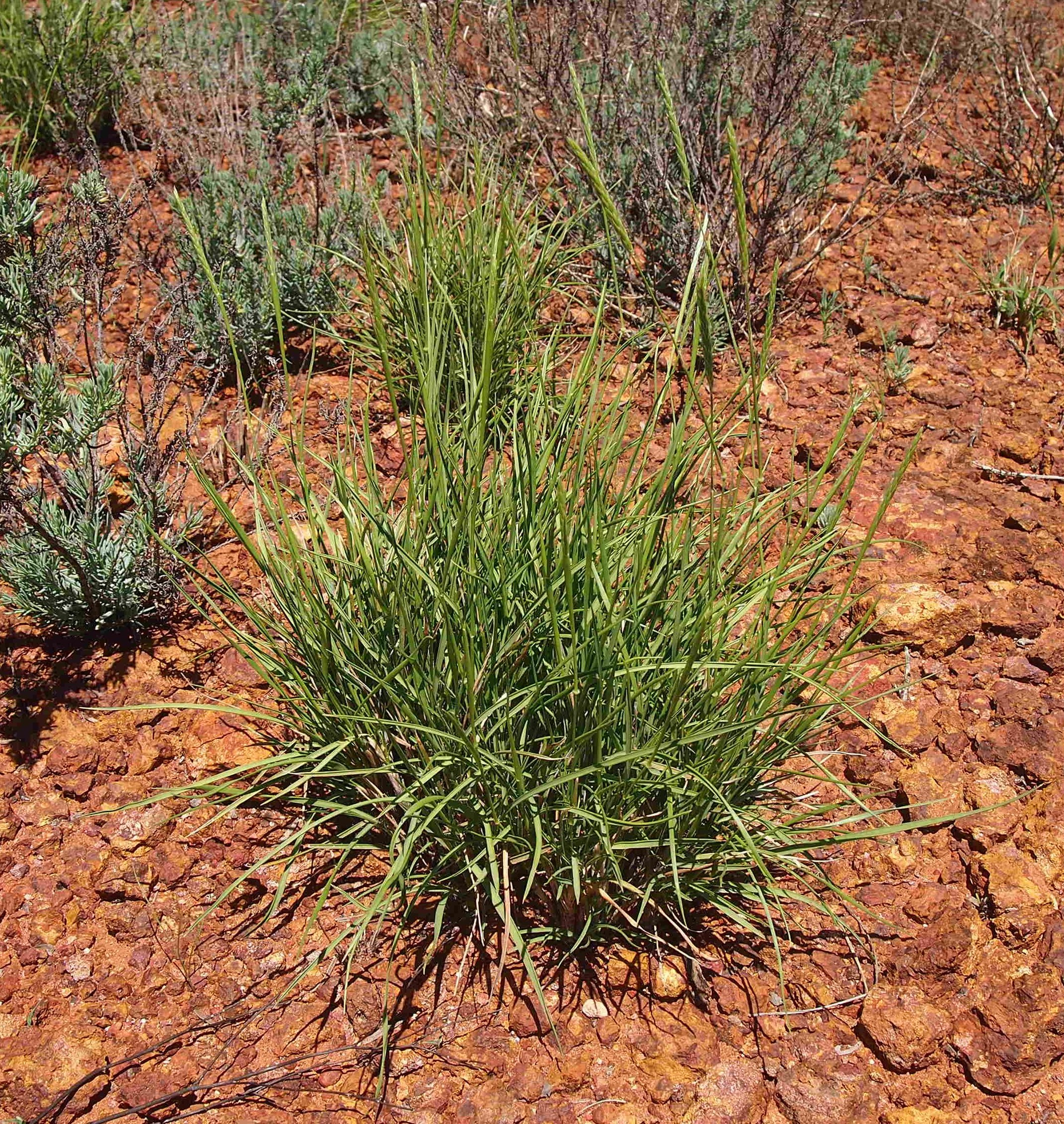
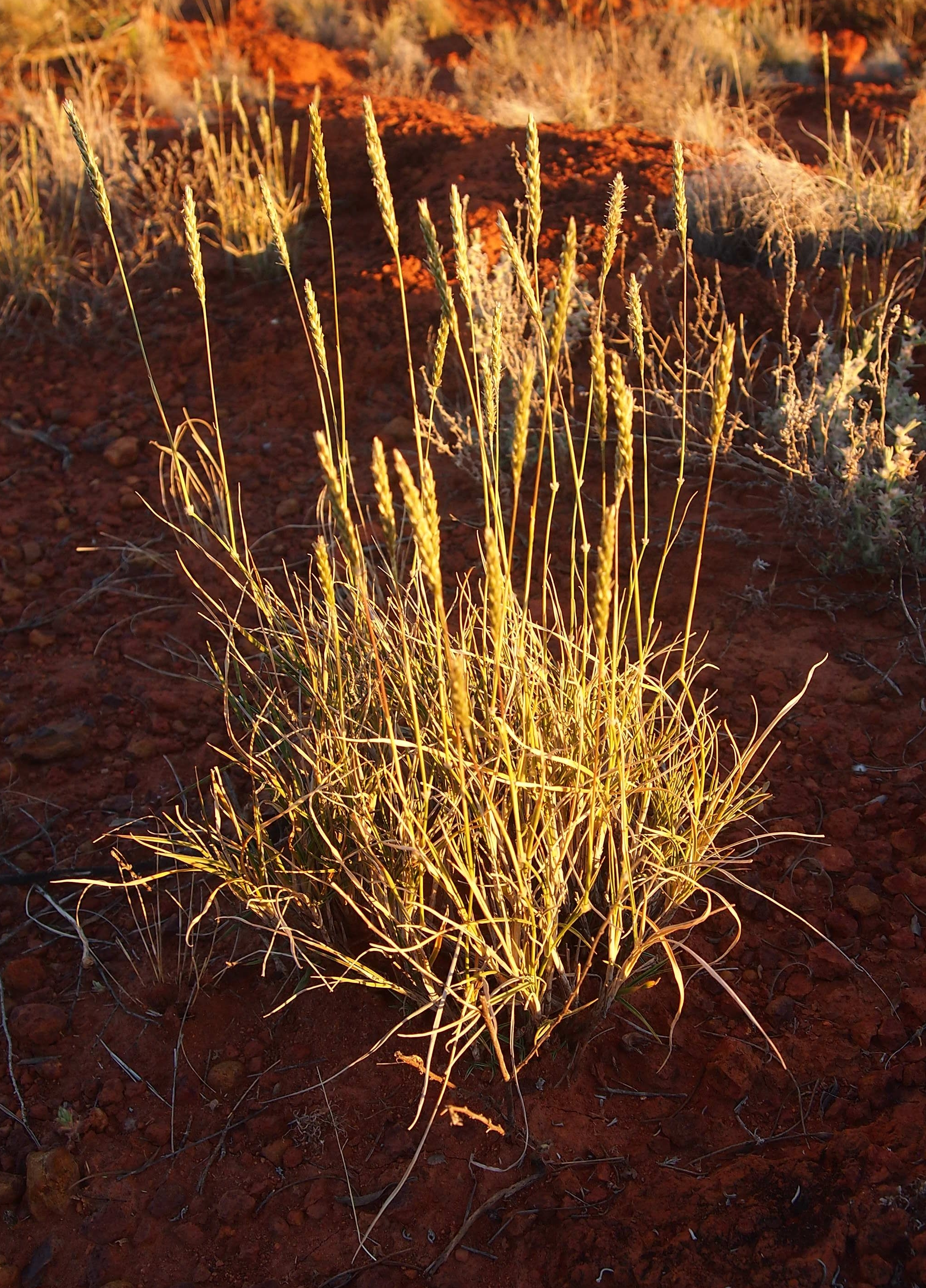